# استارک سندز
استارک سندز (انگلیسی: Stark Sands؛ زادهٔ ۳۰ سپتامبر ۱۹۷۸) یک هنرپیشه اهل ایالات متحده آمریکا است.
از فیلم‌ها یا برنامه‌های تلویزیونی که وی در آن نقش داشته است می‌توان به در جستجوی آزادی و بچه را بگیر اشاره کرد.